# Liste des cardinaux créés par Nicolas IV
Au cours de son pontificat de 1288 à 1292, le pape Nicolas IV a créé 6 cardinaux dans un unique consistoire.

## 16 mai 1288
- Bernardo de Berardi, évêque d'Osimo (cardinal-évêque de Palestrina)
- Hugues Aycelin Montaigut, O.P. (cardinal-prêtre de S. Sabina)
- Matthieu d'Acquasparta, O.F.M., ministre général de son ordre (cardinal-prêtre de S. Lorenzo in Damaso)
- Pietro Peregrosso (cardinal-diacre de S. Giorgio in Velabro)
- Napoléon Orsini (cardinal-diacre de S. Adriano)
- Pietro Colonna (cardinal-diacre de S. Eustachio)

## Source
- Mirandas sur fiu.edu